# Von Rehbinder
von Rehbinder är en norsk släkt.
Det är en urgammal adlig släkt från Westfalen, varifrån den har spridit sig över östra Tyskland och Mähren. I början av 1200-talet kom släkten genom bröderna Gotthard och Henric Rehbinder till Kurland, varifrån den spred sig över Baltikum och de nordiska länderna.
Den norska grenen härstammar från major Fredrik Christian Rehbinder (1750–1798) och Dorothea von Cappelen. I detta äktenskap föddes endast en son, Gustaf Christian Rehbinder (1797–1881).